# Trzecia Republika Czechosłowacka
Trzecia Republika Czechosłowacka (cz. Třetí Československá republika, słow. Tretia Československá republika – ČSR).
Po II wojnie światowej reaktywowano Czechosłowację, ale bez Rusi Zakarpackiej formalnie inkorporowanej do Ukraińskiej SRR w marcu 1945 roku (de facto została zajęta już w styczniu). Przyłączono za to odebrane Węgrom niewielkie skrawki terytorium w okolicach Bratysławy. 5 kwietnia 1945 ogłoszono w Koszycach powstanie nowej, demokratycznej Czechosłowacji.
W latach 1945–48 w rządach uczestniczyli obok promoskiewskich komunistów przedwojenni politycy socjaldemokratyczni i ludowi (prezydentem został ponownie Edvard Beneš, który powrócił z londyńskiej emigracji). Ministerstwo spraw wewnętrznych, policja oraz tzw. resorty siłowe zostały zdominowane przez partię komunistyczną. Jej dążenia doprowadziły do eliminacji z życia politycznego większości partii prawicowych, a także do stopniowego ograniczania demokracji. W dniach 20-25 lutego 1948 doszło w kraju do komunistycznego zamachu stanu (w komunistycznej Czechosłowacji zwanego Vítězný únor – "zwycięski luty") i pełnego przejęcia władzy przez Komunistyczną Partię Czechosłowacji, przy zachowaniu pozorów wielopartyjności i systemu demokracji parlamentarnej. Prezydent  Edvard Beneš zatwierdził po przewrocie nowy rząd, na którego czele stanął przewodniczący Komunistycznej Partii Czechosłowacji Klement Gottwald. Dwa miesiące później prezydent odmówił podpisania nowej, komunistycznej konstytucji i po przeprowadzonych 30 maja na jedną listę (KPcz i jej organizacji satelitarnych) wyborach parlamentarnych, 7 czerwca 1948 ustąpił ze stanowiska. 14 czerwca 1948 prezydentem Czechosłowacji został Klement Gottwald.

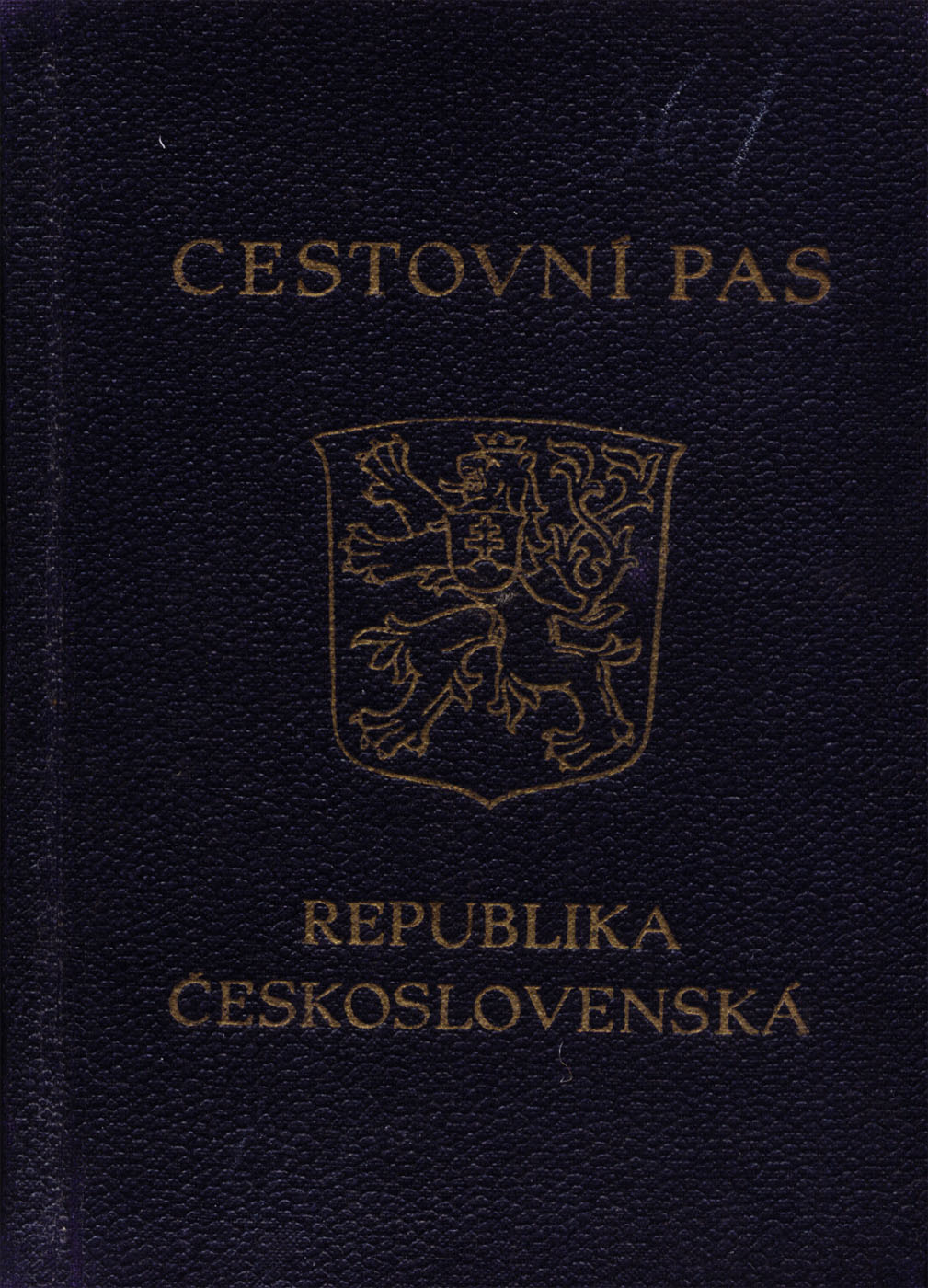
Paszport czechosłowacki z 1947 roku